# 参戦記念日 (ギリシャ)

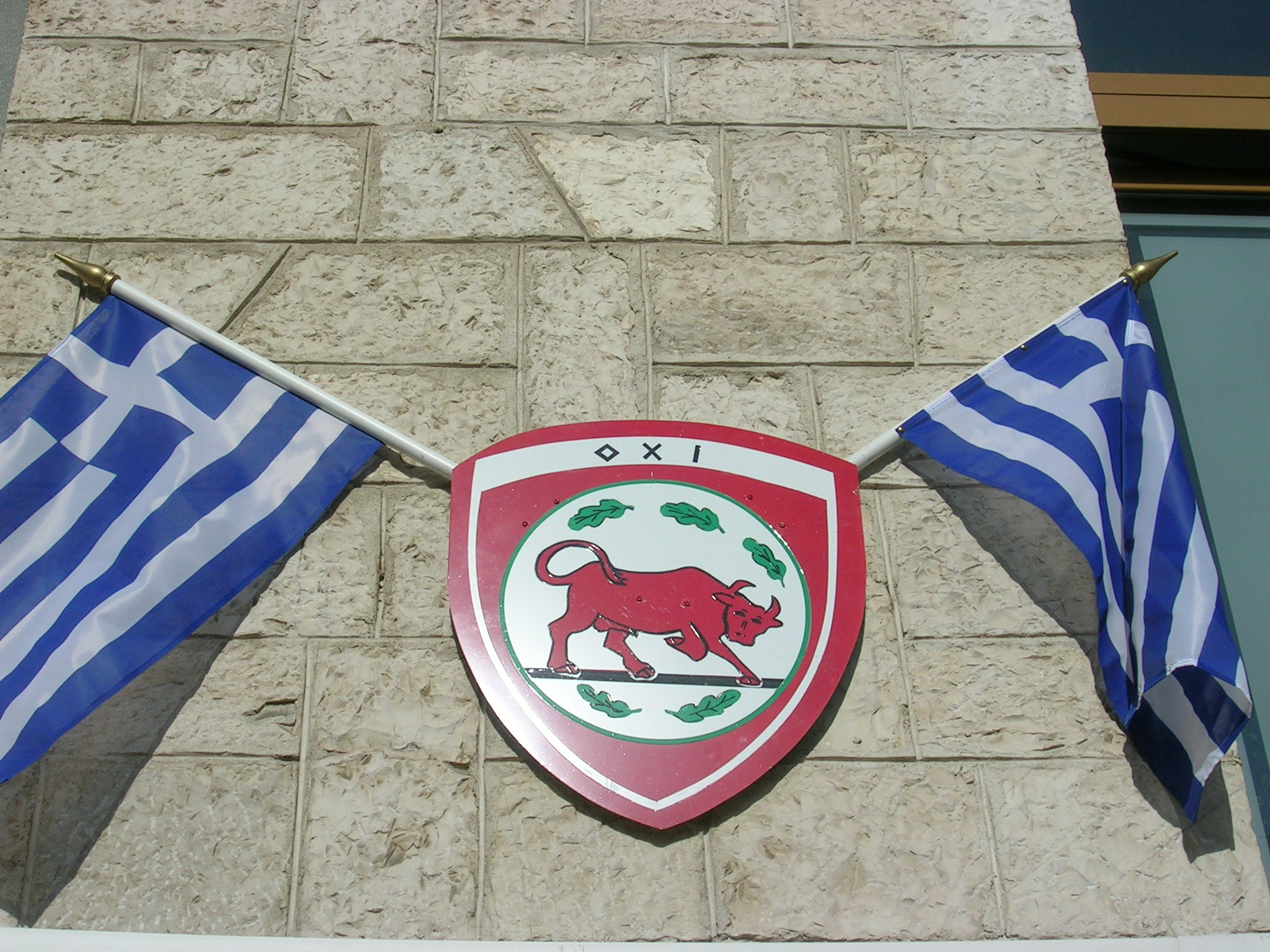

参戦記念日（ギリシャ語: Επέτειος του Όχι, ラテン文字転写: Epeteios tou Okhi ギリシア語発音: [eˈpetios tu ˈoçi]）は、第二次大戦参戦を記念したギリシャの国民の祝日。10月28日と定められている。
"Tο Όχι"（「No」の記念日）と呼ばれる「参戦記念日」は、ギリシャ独立記念日(3月25日)と並ぶ非常に重要な国民の祝日であり、祭礼がギリシャ本土と島嶼地域で行われる。また、キプロス共和国でも国民の祝日（Εθνική Εορτή）として祝われている。

## 由来
1939年に大戦が勃発すると、ギリシャの首相イオアニス・メタクサスは中立を保った。しかし、1940年8月、イタリアの潜水艦がギリシャの巡洋艦エリ号に魚雷攻撃を仕掛けた。
1940年10月28日早朝、在アテネのイタリア公使は、メタクサスに最後通牒をつきつけ、イタリアのギリシャ国土自由通過権を要求した。メタクサスはこれを即時に拒否。「No」を意味する「Όχι」の一声で通牒を拒んだと伝えられる。
10月28日の朝、ギリシャ国民は、個々の政治信条によらず一様に「Όχι」の声を上げたという。
同時間と約1時間後の朝5時30分、イタリア軍とのアルバニア国境における激戦でギリシャ軍が圧倒的に勝利し、数日のうちにギリシャ軍はイタリア軍総てをアルバニア後方に撤退させた。
戦時中、ギリシャ国内のみならず、世界中のギリシャ人コミュニティーの記念日として機能した10月28日は、戦後、ギリシャ共和国の祝日に制定されることになる。

## その後
イタリア軍との戦闘目的には、南部アルバニアのギリシャ系住民の保護と保全も含まれていた。旧アルバニアのギリシャ系住民居住地域の、コリツァ、アギイサランダ、アルギオカストロのアルバニア領もギリシャ系住民の保護のためすぐにイタリアからの奪還に成功した。また、イギリスもギリシャに対し、空爆による支援をおこなった。
1941年メタクサスが死去すると、後継のアレクサンドロス・コリジスは1941年4月6日に始まるドイツ軍の侵攻を阻止できず、アテネ陥落の3日前の4月23日ドイツとの停戦交渉に入った。しかし、交渉は決裂し、国王ゲオルギオス2世とギリシャ政府はクレタ島に退避した。5月末にはクレタ島の陥落を受け、中東に退却。傀儡政権のゲオルギオス・ツォラコグル率いる対独協力政府が引き継ぐ。
1941年初めにドイツ・イタリア・ブルガリアの三国に占領されたギリシャは、1944年10月のドイツ軍撤退、同10月20日のゲオルギオス・パパンドレウ政府のアテネ帰還を経て、平和的な時代に戻る。但し、親ソビエト系の元パルチザンとの内戦が1949年まで続いた。